# Wotan Mit Uns!
Wotan mit uns! este o compilație-tribut alcătuită din piese care aparțin lui Burzum. Acest tribut muzical este realizat de diverse formații din Canada, Finlanda, Franța, Regatul Unit, Statele Unite și Suedia. Toate piesele sunt versiuni "cover" ale pieselor originale.
S-au produs doar 500 de copii, fiecare dintre ele fiind numerotată manual. Compilația a fost remasterizată și relansată în 2009, având de data aceasta și copertă color.

## Lista pieselor
1. Blodsrit - "Stemmen Fra Tårnet" (06:07)
2. Aruvendill - "Í Heimr Heljar" (03:47)
3. The Syre - "Black Spell Of Destruction" (06:01)
4. Dog In Pain - "Once (Again) Emperor"[1] (03:11)
5. Caitiff - "Erblicket Die Töchter Des Firmaments" (08:36)
6. Nargothrond - "Variation On Illa Tiðandi"[2] (04:52)
7. Forefather - "Beholding The Daughters Of The Firmament" (08:03)
8. Rodolphe - "Lost Wisdom" (04:24)
9. Alberich - "Spell Of Destruction"[3] (03:02)
10. Westwind - "Det Som Engang Var"[4] (10:12)
11. Sentinel - "Key To The Gate" (04:14)
12. Pimentola & Chaotic Visions Attack - "Spell Of Destruction"[3] (05:23)